# 太陽テクノサービス
太陽テクノサービス株式会社（たいようテクノサービス）は、愛媛県今治市菊間町種に本社を置く企業。太陽石油の完全子会社である。

## 事業所
- 本社 - 愛媛県今治市菊間町種4070番地2
- 波方事務所 - 愛媛県今治市波方町宮崎乙317番地2

## 沿革
- 1960年8月 - 太陽石油の関連会社として内航タンカーによる運輸業を目的に「太陽石油海運株式会社」設立。
- 1967年11月 - 「太陽海運株式会社」に商号変更。
- 1969年3月 - 旭陽タンカー設立に伴い、運輸部門を移管。太陽石油菊間製油所のおける海運代理業に専念する。
- 1975年9月 - 「太陽興産株式会社」に商号変更。本社を東京都目黒区目黒から愛媛県越智郡菊間町種に移転。
- 1976年
  - 4月 - 太陽石油菊間製油所における原油、製品等受払荷役業務の請負開始。
  - 5月 - 石油製品販売等の営業を開始。
  - 9月 - 太陽石油菊間製油所における設備の保全、補修工事等の請負開始。
- 1979年12月 - 資本金を7,500万円に増資。
- 1988年
  - 5月 - 太陽石油菊間製油所に入港する船舶に対する給水供給業を開始。
  - 12月 - 太陽石油菊間製油所における外航タンカーの代理店業を開始。
- 1990年 - 愛媛県西条市に給油所1号店をオープンし、給油所の展開を開始[1]。
- 1996年6月 - 特定建設業（建築工事業、鋼構造物工事業、防水工事業、とび・土工工事業、塗装工事業、熱絶縁工事業）の許可を取得。
- 2001年12月 - 太陽エンジニアリング株式会社を吸収合併しエンジニアリング部を新設。資本金を9,500万円に増資。吸収合併に伴い、特定建設業（13業種）・一般建設業（1業種）の許可取得。
- 2002年
  - 4月 - 太陽石油よりサンファクトリー菊間給油所の建設を受注し着工。以後、四国・九州・中国地区における給油所の建設受注開始。
  - 7月 - 石油販売部門を太陽産業株式会社（現：太陽石油販売株式会社）に統合し、併せて「太陽テクノサービス株式会社」に商号変更[2]。
- 2004年1月 - バイオ・ジェネシス・テクノロジー・ジャパン社と特約店契約を締結し、バクテリアを活用した土壌汚染浄化・排水処理技術を中心とした「総合環境ビジネス」を開始。
- 2007年
  - 2月 - 日本地下石油備蓄から受注した同社菊間事業所の運転管理制御システム更新工事（設計から施工、試運転に至る一連の工事）が完工。
  - 6月 - 財団法人国際石油交流センターの委託により「平成19年度産油国石油産業等産業基盤事業」の内「産油国における軽質ナフサ中の水銀除去に関する調査」を実施。
- 2008年5月 - 社団法人石油学会より、「石油製品中の水銀除去装置の開発」で、平成19年度石油学会技術進歩賞を受賞[3]。
- 2009年10月 - 原油・製品等受払荷役業務、工事業務の一部を太陽石油へ統合。
- 2013年11月 - 高圧ガス保安法(管類)大臣認定試験者を取得。